# Семиходи (пункт контролю)
51°23′45.9″ пн. ш. 30°6′22″ сх. д. / 51.396083° пн. ш. 30.10611° сх. д.
Семихо́ди — пункт контролю на державному кордоні України з Білоруссю.
Розташований у Київській області, Іванківський район, на залізничній станції Семиходи в місті Прип'яті на залізничному відрізку Семиходи — Йолча (Білорусь) — Чернігів (Україна).
Отримав назву від невеликого села за 4 км від станції. До аварії на ЧАЕС в 1986 році — звичайна пасажирська платформа. Зараз — кінцева станція спецмаршруту «Славутич-Семиходи», обладнана санпропускником. Сюди електропотяги ЕР9 (орендовані ДП «Чорнобильсервіс» в Чернігівському депо ПЗЗ) доставляють персонал ЧАЕС, звідси вони ж везуть його додому у Славутич.
Вид пункту пропуску — залізничний. Статус пункту пропуску — міжнародний.
Характер перевезень — пасажирський, вантажний.
Пункт контролю «Семиходи» може здійснювати лише радіологічний, митний та прикордонний контроль.